# Club Deportivo Las Zorras
El Club Deportivo Las Zorras es un club de fútbol de Chile, con sede en la ciudad de Valparaíso. Fue fundado el 1 de abril de 1913, y disputa los campeonatos de la Asociación Bernardo O'Higgins.

## Historia
Fue fundado el 1 de abril de 1913 con el nombre de «Miradero O’Higgins». Ingresó a la Liga Solari, que luego se llamó Liga Esmeralda. El 17 de enero de 1924 cambió su denominación a «Club Deportivo Las Zorras».
En 1927 ingresó a la Liga Valparaíso, y al año siguiente ascendió a la División de Honor. En 1931 compitió por el campeonato frente a Everton, pero se inclinó en el partido final por el título.
En el año 1940 fue uno de los fundadores de la Asociación Porteña de Fútbol Profesional. Este torneo perdió fuerza debido a la migración de Santiago Wanderers y Everton a los campeonatos de la Asociación Central de Fútbol de Santiago a principios de 1944. En su última edición, Las Zorras se consagró campeón.
Volvió a la Asociación Valparaíso, en donde estuvo hasta fines de los años 1960, cuando ingresó a la Asociación Bernardo O'Higgins.

## Palmarés

### Títulos locales
- Asociación Porteña de Fútbol Profesional (1): 1945[2]